# Volta à Hungria
O Volta à Hungria (oficialmente: Tour de Hongrie), é uma competição de ciclismo profissional por etapas húngara.
Criou-se em 1925 e desde da criação dos Circuitos Continentais UCI em 2005 até 2022 fez parte do UCI Europe Tour, dentro a categoria 2.2 (última categoria do profissionalismo) e a partir do ano 2018 ascendeu a categoria 2.1. Em 2023 passou a fazer parte do UCI ProSeries.

## Palmarés
| Ano                              | Vencedor            | Segundo                      | Terceiro            |
| -------------------------------- | ------------------- | ---------------------------- | ------------------- |
| 1925                             | Károly Jerzsabek    | Miklós Ladányi               | József Bouska       |
| 1926                             | László Vida         | Károly Hölczl                | Rezső Bouska        |
| 1927                             | László Vida         | Dezső Huszka                 | Károly Hugyecz      |
| 1928 edição não realizada        |                     |                              |                     |
| 1929                             | Oskar Thierbach     | Béla Jálics                  | János Istenes       |
| 1930                             | Vasco Bergamaschi   | János Peck                   | Andrea Minasso      |
| 1931                             | István Liszkay      | István Nemess                | Guglielmo Segato    |
| 1932                             | József Vitéz        | István Nemess                | Livio Carlotti      |
| 1933                             | Kurt Stettler       | Hans Martin                  | László Orczán       |
| 1934                             | Károly Szenes       | István Liszkay               | Béla Mádi           |
| 1935                             | Károly Nemes-Nótás  | Ferenc Éles                  | István Adorján      |
| 1936-1937 edições não realizadas |                     |                              |                     |
| 1937                             | Lothar Strakati     | Stanisław Wasilewski         | Antal Szalay        |
| 1938-1941 edições não realizadas |                     |                              |                     |
| 1942                             | Ferenc Barvik       | Gyula Gere                   | Mihaly Irhazi       |
| 1943                             | István Liszkay      | Gyula Gere                   | Lajos Lakatos       |
| 1944-1948 edições não realizadas |                     |                              |                     |
| 1949                             | André Labeylie      | Rudolf Lauscha               | Roger Bourgeteau    |
| 1950-1952 edições não realizadas |                     |                              |                     |
| 1953                             | József Kiss-Dala    | Bela Bartusek                | Márton Bencze       |
| 1954 edição não realizada        |                     |                              |                     |
| 1955                             | Győző Török         | József Albert                | Lajos Szabo         |
| 1956                             | Győző Török         | Tibor Károlyi                | János Bende         |
| 1957-1961 edições não realizadas |                     |                              |                     |
| 1962                             | Adolf Christian     | János Juszkó                 | Ferenc Horváth      |
| 1963                             | András Mészáros     | Lothar Höhne                 | János Juszkó        |
| 1964                             | Ferenc Stámusz      | Béla Juhász                  | Andras Devay        |
| 1965                             | László Mahó         | György Balasko               | János Juszkó        |
| 1966-1992 edições não realizadas |                     |                              |                     |
| 1993                             | Jens Dittmann       | Gábor Kovács                 | Dominique Perras    |
| 1994                             | Wolfgang Kotzmann   | Oleksandr Klymenko           | Andreas Lauk        |
| 1995                             | Sergei Ivanov       | Aleksandr Kavecki            | Jens Dittmann       |
| 1996                             | Alexander Tolomanov | János Istlstekker            | Károly Eisenkrammer |
| 1997                             | Zoltán Bebtó        | Yuri Zajac                   | Balázs Rothmer      |
| 1998                             | Alexander Rotar     | Volodimir Nanayenko          | Károly Eisenkrammer |
| 1999-2000 edições não realizadas |                     |                              |                     |
| 2001                             | Mikoš Rnjaković     | Róbert Nagy                  | Roman Broniš        |
| 2002                             | Zoltán Vanik        | Jan Faltýnek                 | Radek Blahut        |
| 2003                             | Zoltán Remák        | Matej Jurčo                  | Kacper Sowiński     |
| 2004                             | Zoltán Remák        | Phillip Thuaux               | Martin Prázdnovský  |
| 2005                             | Tamás Lengyel       | Martin Prázdnovský           | Glen Chadwick       |
| 2006                             | Martin Riška        | Zoltán Remák                 | Csaba Szekeres      |
| 2007                             | Andrew Bradley      | Miroslav Keliar              | Stefan Pöll         |
| 2008                             | Hans Bloks          | Vladimir Kerkez              | Ivan Stević         |
| 2009-2014 edições não realizadas |                     |                              |                     |
| 2015                             | Tom Thill           | Andi Bajc                    | James Early         |
| 2016                             | Mihkel Räim         | Oleksandr Polivoda           | Daniel Turek        |
| 2017                             | Daniel Jaramillo    | Barnabás Peák                | Tadej Pogačar       |
| 2018                             | Manuel Belletti     | Kamil Małecki                | Paolo Totò          |
| 2019                             | Krists Neilands     | Márton Dina                  | Attila Valter       |
| 2020                             | Attila Valter       | Quinn Simmons                | Damien Howson       |
| 2021                             | Damien Howson       | Ben Hermans                  | Antonio Tiberi      |
| 2022                             | Edward Dunbar       | Óscar Rodríguez Garaicoechea | Samuele Battistella |
| 2023                             | Marc Hirschi        | Ben Tulett                   | Yannis Voisard      |
| 2024                             | Thibau Nys          | Emanuel Buchmann             | Wout Poels          |
| 2025                             |                     |                              |                     |

## Palmarés por países
Atualizado após edição de 2023
| País          | Vitórias |
| ------------- | -------- |
| Hungria       | 19       |
| Áustria       | 4        |
| Eslováquia    | 3        |
| Alemanha      | 2        |
| Ucrânia       | 2        |
| Itália        | 2        |
| Suíça         | 2        |
| França        | 1        |
| Rússia        | 1        |
| Iugoslávia    | 1        |
| Países Baixos | 1        |
| Luxemburgo    | 1        |
| Estónia       | 1        |
| Colômbia      | 1        |
| Letônia       | 1        |
| Austrália     | 1        |
| Irlanda       | 1        |